# 258 (număr)
256 (două sute cincizeci și șase) este numărul natural care urmează după 255 și precede pe 257 într-un șir crescător de numere naturale.

## În matematică
256:
- Este un număr par.
- Este un număr compus.[1]
- Este un număr abundent.[2][3]
- Este un număr nontotient.[4][5]
- Este un număr semiperfect (pseudoperfect).[6][7]
- Este un număr sfenic.[8]
- Este un număr Ulam.[9][10]
- Este suma a patru numere prime consecutive (258 = 59 + 61 + 67 + 71).
- Este o sumă a unor puteri a lui 6 (258 = 63 + 62 + 6).

## În știință

### În astronomie
- Obiectul NGC 258 din New General Catalogue este o lenticulară, cu o magnitudine 14,2 în constelația Andromeda.
- 258 Tyche este un asteroid din centura principală.
- 258P/PANSTARRS este o cometă periodică din sistemul nostru solar.